# Canton de Maisons-Laffitte
Le canton de Maisons-Laffitte est une ancienne division administrative française, située dans le département des Yvelines et la région Île-de-France.

## Composition

### Canton créé en 1924 (département de Seine-et-Oise)
Il comprenait quatre communes :
- Achères
- Maisons-Laffitte
- Le Mesnil-le-Roi
- Sartrouville

### Canton créé en 1967 (département des Yvelines)
Le canton de Maisons-Laffitte comprenait deux communes (population 2006) jusqu'en mars 2015 :
- Le Mesnil-le-Roi : 6 386 habitants,
- Maisons-Laffitte : 22 566 habitants.

## Évolution Démographique
| 1962   | 1968   | 1975   | 1982   | 1990   | 1999   | 2006   | 2011   | 2012   |
| ------ | ------ | ------ | ------ | ------ | ------ | ------ | ------ | ------ |
| 24 252 | 29 696 | 29 184 | 28 152 | 28 379 | 28 063 | 28 952 | 29 533 | 29 598 |

## Histoire
Canton créé en 1924. (Loi du 12 avril 1924) Par Jules Rein, premier président du Conseil Général et Maire du Mesnil le Roi. Auparavant, il faisait partie des cantons de Saint-Germain-en-Laye et d'Argenteuil.

## Représentation

### Conseillers d'arrondissement (de 1924 à 1940)
| Période                                  | Période | Identité        | Étiquette | Qualité |
| ---------------------------------------- | ------- | --------------- | --------- | --- |
| 1924                                     | 1937    | Gaston Lelièvre | Radical   | Directeur d'école, propriétaire à Maisons-Laffitte, Président du Conseil d'arrondissement                                                          |
| 1937                                     | 1940    | Albin Desmazes  | PC-SFIC   | Cheminot, maire d'Achères (1929-1940) Déchu de ses mandats en 1939 et 1940 (décrets Daladier) Mort en déportation à Auschwitz le 15 septembre 1942 |
| 1940                                     |         |                 |           | Les conseils d'arrondissement ont été suspendus par la loi du 12 octobre 1940 et n'ont jamais été réactivés                                        |
| Les données manquantes sont à compléter. |         |                 |           | |

### Conseillers généraux de 1924 à 2015
| Période | Période      | Identité                  | Étiquette            | Qualité |
| ------- | ------------ | ------------------------- | -------------------- | --- |
| 1924    | 1926 (décès) | Jules Rein                | RG                   | Maire du Mesnil-le-Roi Président du Conseil général                                                                                 |
| 1926    | 1928         | Henri Franklin Bouillon   | Rad.                 | Député (1910-1919 et 1923-1936) Ministre d'Etat en 1917                                                                             |
| 1928    | 1940         | Fernand Robbe             | Rad. puis PSF        | Ingénieur - Député (1936-1942) Propriétaire rue Léopold-Robert à Paris et à Maisons-Laffitte Nommé conseiller départemental en 1943 |
|         |              |                           |                      | |
| 1945    | 1951         | Michel Vandel (1914-2004) | PCF                  | Ouvrier maroquinier, puis permanent syndical et politique, Le Mesnil-le-Roi Elu en 1967 dans le Canton d'Argenteuil                 |
| 1951    | 1964         | Michel Jamot              | DVD puis UNR         | Chirurgien-dentiste Député (1958-1973) Maire du Mesnil-le-Roi (1947-1971)                                                           |
| 1964    | 1967         | Auguste Chrétienne        | PCF                  | Métallurgiste Sénateur en 1952, et de 1958 à 1959 Maire de Sartrouville (1959-1989), élu en 1967 dans le canton de Sartrouville     |
| 1967    | 1970         | Michel Jamot              | UDR                  | Député (1958-1973) Maire du Mesnil-le-Roi (1947-1971)                                                                               |
| 1970    | 1988         | Pierre Duprès             | Rad. puis UDF        | Docteur en médecine Maire de Maisons-Laffitte (1965-1989)                                                                           |
| 1988    | 1993         | Jacques Myard             | RPR                  | Conseiller des Affaires Etrangères Député (1993-2017) Maire de Maisons-Laffitte depuis 1989                                         |
| 1993    | 2015         | Joël Desjardins           | DL puis UMP puis DVD | Chef d'entreprise Premier adjoint puis conseiller municipal de Maisons-Laffitte                                                     |